# Lidia Litviak

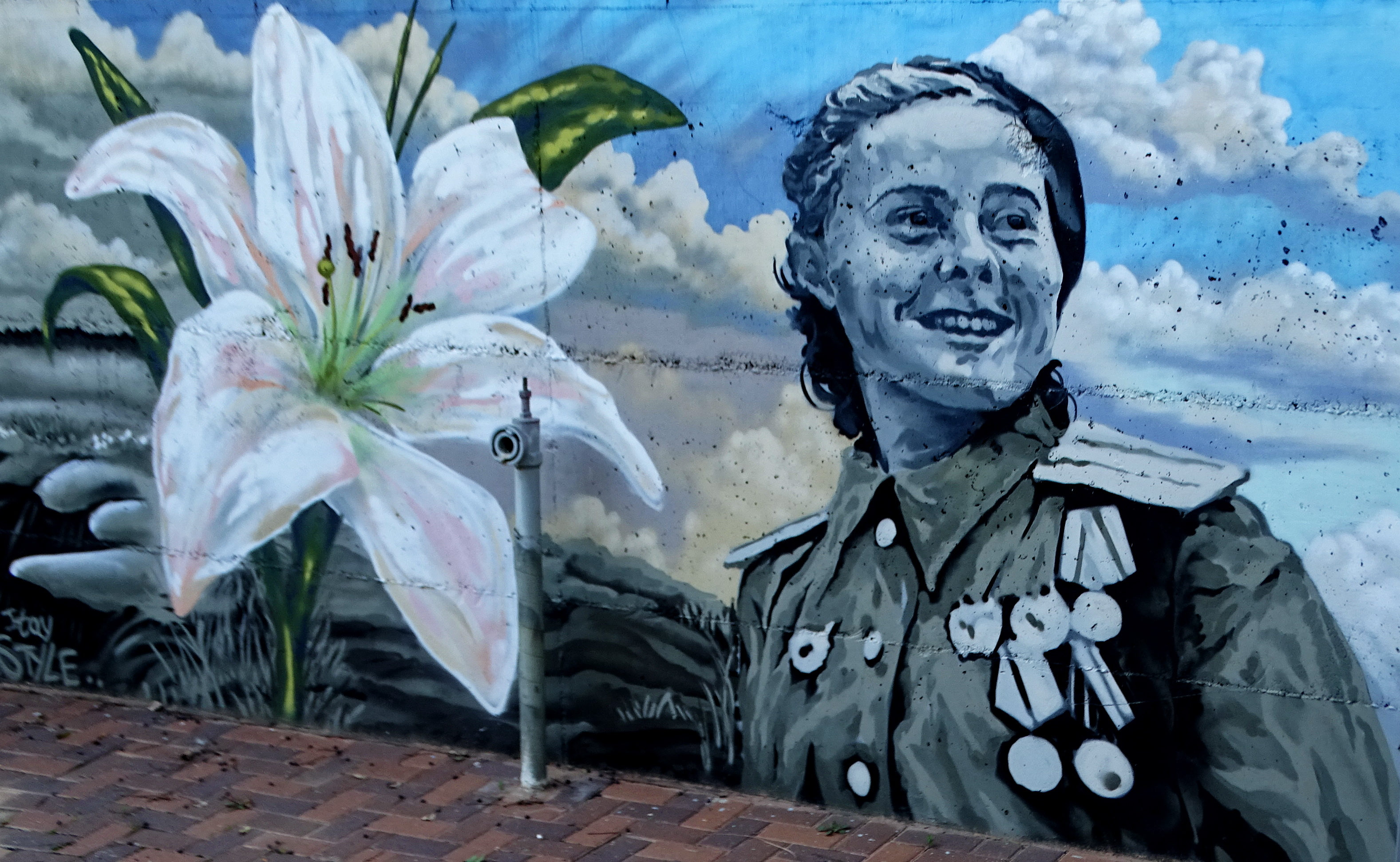
Mural de Lydia Litvyak, Museo del Heroísmo y el Holocausto, Ashdod

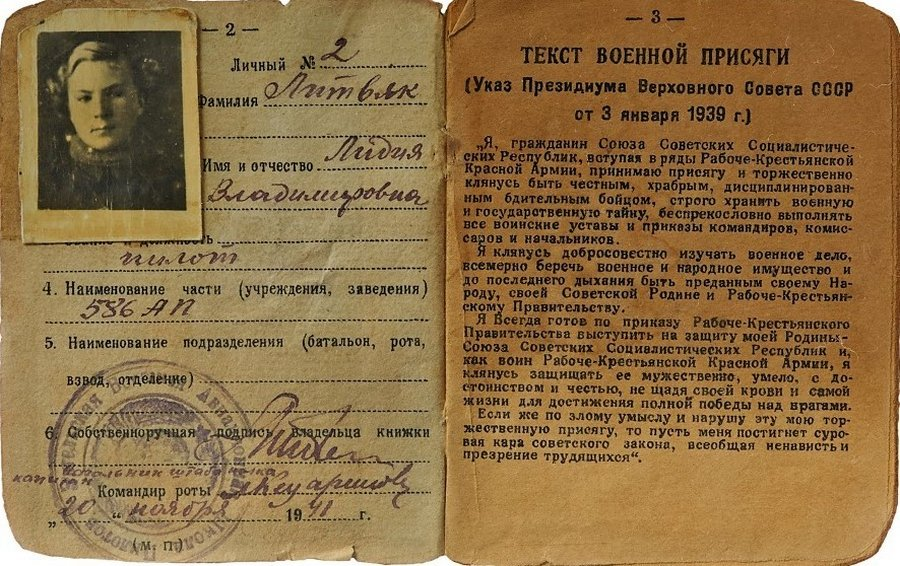
Lidia Litviak

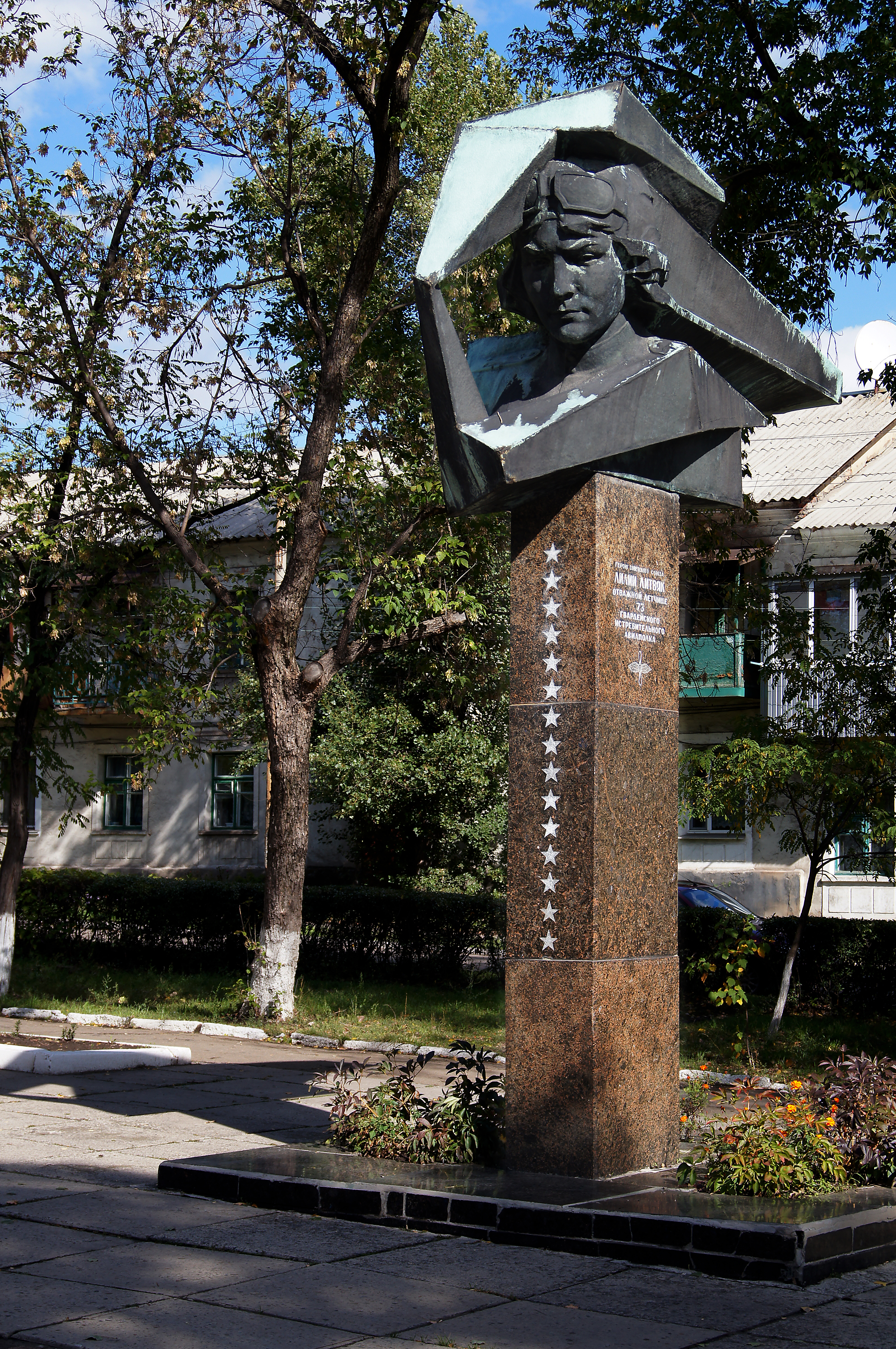
Lidia Litviak

Lidia Vladímirovna Litviak (en ruso: Лидия (Лилия) Владимировна Литвяк; Moscú, 18 de agosto de 1921-1 de agosto de 1943), también conocida como Lilia Litviak o la Rosa Blanca de Stalingrado, fue una piloto de caza de la Fuerza Aérea Soviética durante la Segunda Guerra Mundial. Resultaron notorias sus acciones durante la batalla de Stalingrado, dando así pie al apodo con el que pasó a la historia. Su nombre a veces es transliterado como Lidiya Litvyak, Lydia Litvak, Lilya Litvyak o Lily Litvak.
A los 21 años de edad, con doce victorias en solitario y de dos a cuatro compartidas, se convirtió en una de las dos ases de combate femeninos de la historia militar mundial —siendo la otra su camarada Katia Budánova—. Litviak mantiene actualmente el récord de derribos en combate real a manos de una sola mujer. Por todo ello, y habiendo desaparecido en acción durante la batalla de Kursk, fue finalmente reconocida como Heroína de la Unión Soviética.

## Formación
Nacida en Moscú, a Lídiya le gustaba la aviación desde niña. Con 14 años se apuntó a un aeroclub popular soviético y a los 15 pilotó un avión por primera vez. Obtuvo un carné de piloto deportivo a los 16, y a finales de los años 1930 recibió la licencia de instructora de vuelo.

## Segunda Guerra Mundial

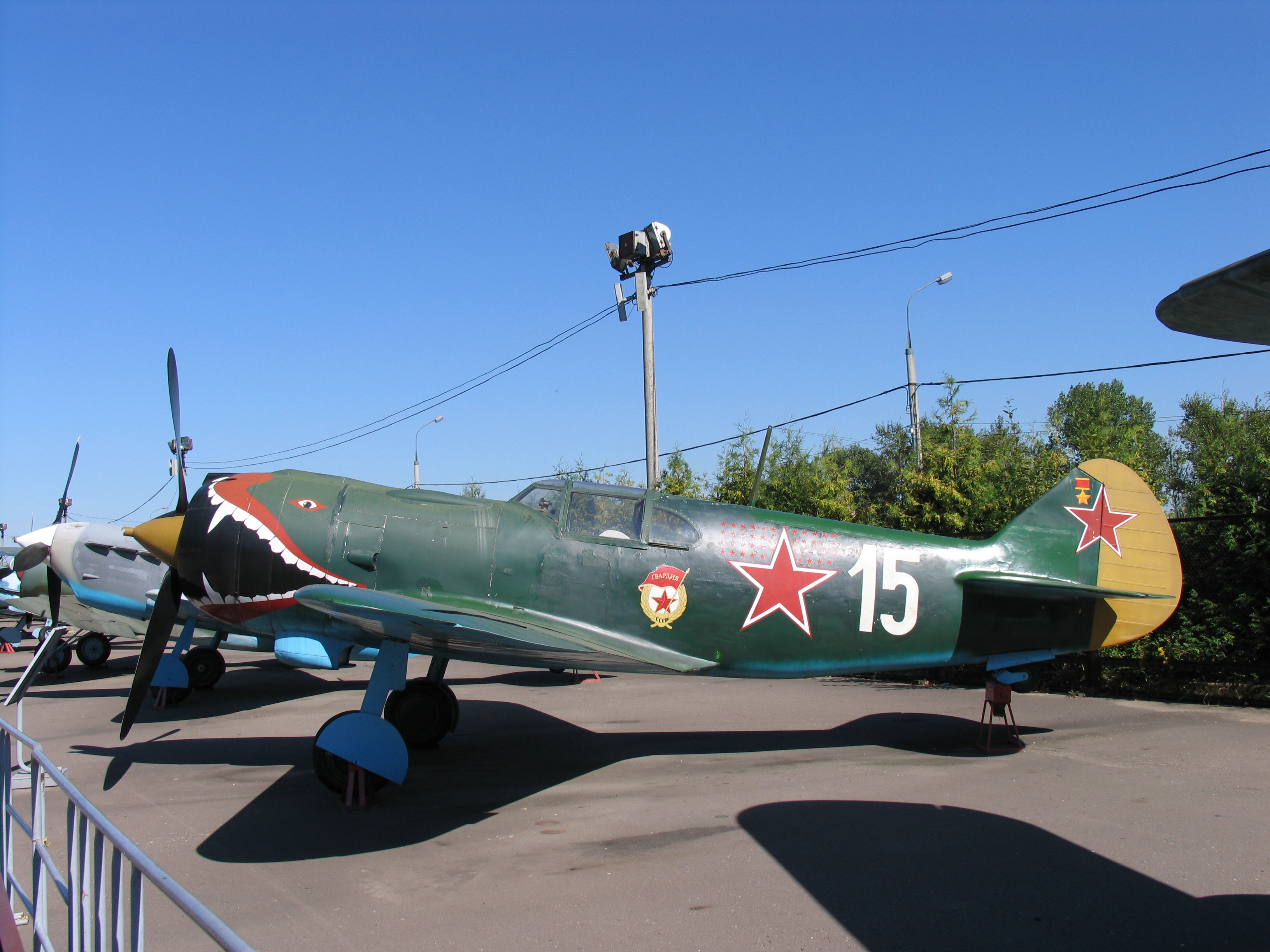
Un avión de caza soviético Lavochkin La 5, el tipo con el que Lídiya obtuvo sus primeras victorias.

Al comenzar la invasión nazi de la Unión Soviética en junio de 1941, quiso unirse voluntariamente a una unidad de aviación militar, pero fue rechazada por su falta de experiencia. Tras exagerar su historial de vuelo de preguerra en 100 horas de vuelo, logró que la admitieran en el 586.º Regimiento de Cazas (586 IAP) creado por Marina Raskova y compuesto únicamente por mujeres. Allí, Lídiya se entrenó a los mandos de un avión de caza Yakovlev Yak-1.
| Una vez, en Engels, hicieron salir a Lídiya de la formación matutina. Llevábamos el uniforme de invierno, y ella había cortado los bordes superiores de sus botas altas de piel a fin de hacerse un fular para su traje de vuelo. Marina Raskova, nuestra comandante, le preguntó cuándo había hecho eso. Lídiya contestó: "Durante la noche". Lídiya quería vestir a su manera. Raskova le dijo que durante la noche siguiente, en vez de dormir, volviera a coser la piel en su sitio. [...] Era muy extraño: había una guerra en marcha y esta rubia, esta chiquilla, estaba pensando en adornos para su traje. Me pregunté: ¿qué clase de piloto va a ser esta, si no le preocupa nada más que su fular y su aspecto? Inna Pasportnikova, mecánica de Lídiya, en A. Noggle y C. White: Un Baile con la Muerte: aviadoras soviéticas en la Segunda Guerra Mundial |

### Victoriosa enel regimiento de los hombres
Lídiya llevó a cabo sus primeras misiones de combate durante el verano de 1942, sobre Sarátov. En septiembre la asignaron —junto a Katia Budánova, otras seis mujeres piloto y personal de tierra femenino— al 437 IAP, un regimiento masculino corriente que luchaba en Stalingrado, donde estaban sufriendo pérdidas cuantiosas. Allí pilotó un caza Lavochkin La-5 y el 13 de septiembre de 1942 logró derribar sus dos primeras aeronaves enemigas sobre Stalingrado. Su primera caza, conseguida en la segunda misión que realizaba, fue un bombardero Junkers Ju 88 o quizás un Heinkel He 111 en cooperación con el comandante del regimiento.
Pero minutos después alcanzaba su primera victoria en solitario, haciendo caer un caza Messerschmitt Bf 109 G-2 "Gustav" pilotado por un as alemán que tenía once victorias a sus espaldas y estaba condecorado tres veces con la Cruz de Hierro: el sargento Erwin Maier de la 2.ª Staffel, Jagdgeschwader 53. Maier pudo saltar en paracaídas y fue capturado por las tropas soviéticas. Entonces pidió que le permitiesen conocer al as ruso que había sido capaz de derribarle. Cuando le presentaron a Lídiya, una muchacha menuda de aspecto aniñado que acababa de cumplir 21 años, Meier creía que sus captores le estaban gastando una broma.
| Algunas veces, los hombres pilotaban el mismo avión que Lídiya, porque había pocos aparatos disponibles. Lídiya era muy pequeña y bajita y cada vez que los chicos volaban en su avión, yo tenía que ajustar los pedales del timón, y luego ajustarlos de nuevo cuando Lídiya iba a pilotar. Mis amigos me decían que yo siempre estaba con las piernas en alto, porque tenía que meterme de cabeza a la cabina para corregir los pedales. Inna Pasportnikova, mecánica de Lídiya, en A. Noggle y C. White: Un Baile con la Muerte: aviadoras soviéticas en la Segunda Guerra Mundial |

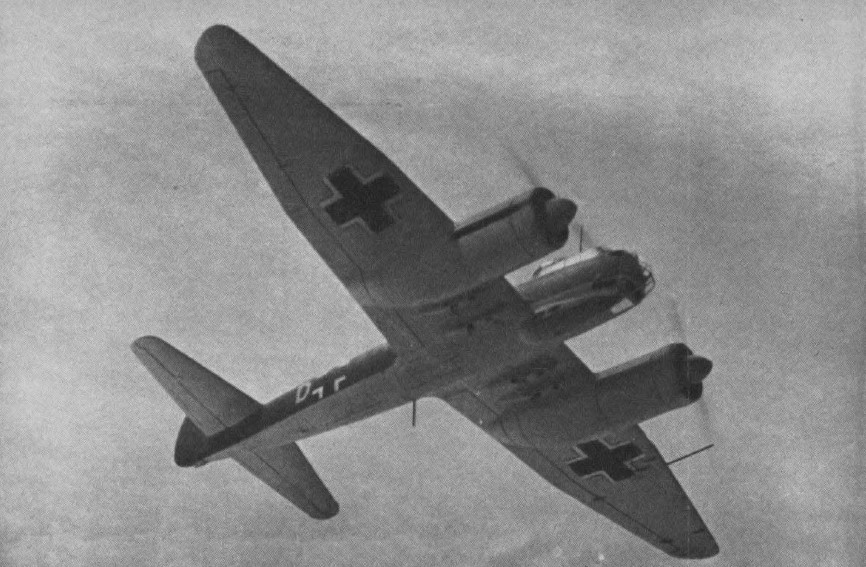
Bombardero alemán Junkers Ju 88. Lídiya derribó al menos dos de estas unidades y probablemente tres.

El 27 de septiembre Lídiya comenzó a llamar la atención de sus superiores al derribar otro bombardero Junkers Ju 88 en solitario y un Messerschmitt Bf 109 junto a Raisa Beliáeva. Entonces Lídiya, a la que todos llamaban Lily o Lilya (en ruso: Лилия, lirio o azucena), se hizo pintar un lirio blanco en su avión como elemento distintivo. Pero desde la distancia, aquel lirio parecía más bien una rosa. Nacía la leyenda de la Rosa Blanca de Stalingrado, la muchacha de 21 años que hacía huir a los pilotos alemanes en cuanto distinguían aquella flor mortífera pintada en su fuselaje. Hacia finales de 1942, Lídiya fue trasladada al 9.º Regimiento de Cazas de la Guardia (9 GvIAP), una unidad de élite.

### La cazadora por libre
El 11 de febrero de 1943, poco después de la victoria soviética en Stalingrado, Lídiya hizo caer otros dos aviones alemanes: un Junkers Ju 87 Stuka en solitario y un Focke-Wulf Fw 190 compartido con Alexei Solomatin. Así alcanzó los cinco derribos y se convirtió en uno de los dos únicos ases femeninos de la historia de la aviación militar mundial (la otra es su camarada Katia Budánova). Apenas doce días después fue condecorada con la Orden de la Estrella Roja, ascendida a subteniente y seleccionada para tomar parte en un grupo de táctica aérea de élite llamado okhotniki, o cazadores por libre. Esto consistía en que dos pilotos de gran capacidad se elevaban para buscar blancos enemigos siguiendo su propio criterio e iniciativa, en vez de hacerlo como parte de una operación más grande y más controlada.
| Cuando Lídiya se aproximaba al aeródromo después de una victoria, era imposible verla: llegaba volando a muy baja altitud y se ponía a hacer acrobacias de repente sobre el campo de aviación. El comandante del regimiento bramaba: "¡La voy a destrozar por esto! ¡Le voy a dar una lección!" Después de aterrizar y corretear hasta nuestra posición, Lídiya preguntaba: "¿Me ha gritado mucho papá?" Y él le gritaba, pero después se admiraba de lo que había hecho. En estas ocasiones volaba tan bajo que las cubiertas de los aviones se sacudían y se las llevaba el viento que Lídiya producía al pasar. Inna Pasportnikova, mecánica de Lídiya, en A. Noggle y C. White: Un Baile con la Muerte: aviadoras soviéticas en la Segunda Guerra Mundial |

El 23 de marzo resultó herida en combate y tuvo que practicar un aterrizaje forzoso debido a los daños sufridos por su aparato, pero se recuperaría pronto. Entre marzo y mayo derribó sin ayuda cuatro cazas Messerschmitt más, así como otro bombardero Junkers Ju 88. Estas hazañas la convirtieron también en un as en solitario, la máxima categoría entre los combatientes del cielo.

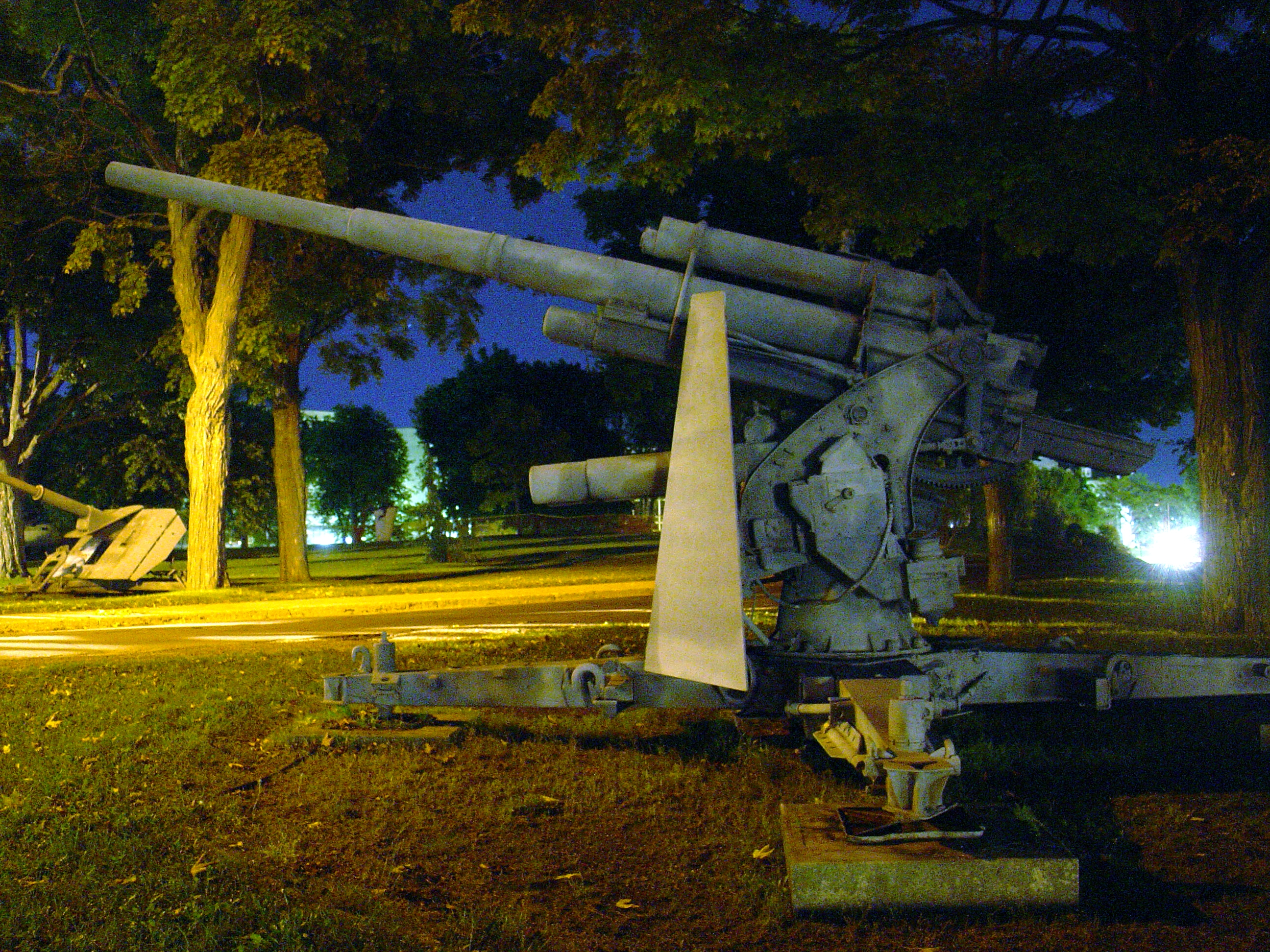
Pieza de artillería antiaérea Flak de 88 mm como las que protegían por decenas los globos de observación alemanes.

El 21 de mayo su compañero e igualmente as soviético Alexéi Solomatin murió a la vista de todo el regimiento, mientras instruía a un piloto novato en un Po-2. Lídiya quedaría muy afectada, y escribió una carta a su madre contándole que había estado enamorada de él. La mecánica de Lídiya, sargento mayor Inna Pasportnikova, relató en 1990 que a partir de este momento la joven ya no quería volar más que en misiones de combate, y que ahora luchaba con furia y "desesperación".
El 31 de mayo Lídiya se presentó voluntaria para derribar un blanco extremadamente difícil y peligroso: un globo de observación artillera manejado por un oficial alemán. Usando estos globos, el enemigo podía asignar blancos precisos para la artillería desde grandes distancias, causando grave devastación. Muchos pilotos ya lo habían intentado destruir antes que ella, pero todos ellos fueron rechazados por los densos cinturones de fuego antiaéreo que lo protegían. En el primer intento Lídiya tuvo que darse la vuelta también, pues resultaba imposible superar aquellas barreras de flak. Después, propuso a su comandante un plan diferente: lo atacaría desde atrás, volando en un amplio círculo de decenas de kilómetros sobre territorio controlado por los alemanes:
| Tras elevarse, Lídiya no voló hacia la línea del frente, sino paralela a la misma, hacia el área donde los alemanes no tenían ni tropas ni artillería. Por allí atravesó la línea del frente sin que la vieran, para volar hacia su retaguardia, escogiendo la hora del día en que podría acercarse al globo desde la dirección del sol. Nadie se esperaba que Lídiya apareciese por ese lado. Abrió fuego con munición trazadora, el hidrógeno del dirigible se incendió y cayó a tierra... Inna Pasportnikova, mecánica de Lídiya, en A. Noggle y C. White: Un Baile con la Muerte: aviadoras soviéticas en la Segunda Guerra Mundial |

El 13 de junio de 1943 la nombraron comandante del 296.º IAP, que pronto pasó a denominarse 3.er escuadrón del 73.º Regimiento de Cazas de la Guardia. Ahí resultó herida y tuvo que realizar un aterrizaje forzoso de nuevo, el 16 de julio, en una batalla aérea donde derribó un caza Messerschmitt que según algunas fuentes llevaba un As de Picas pintado en el fuselaje,emblema del JG 53;

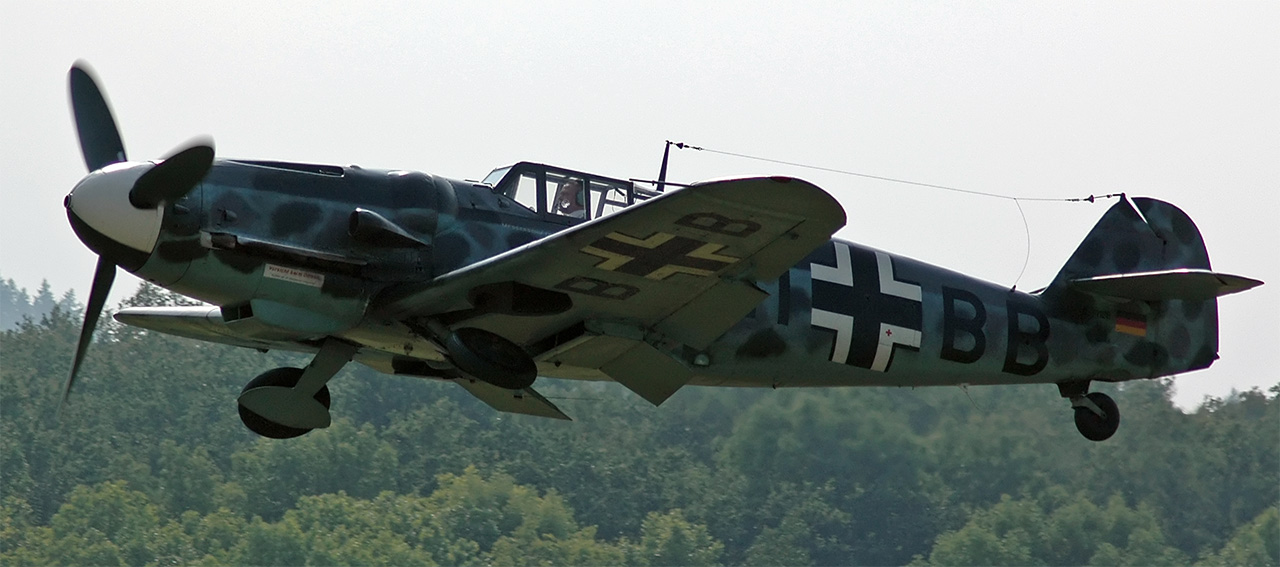
El mítico caza alemán Messerschmitt Bf 109 (unidad reconstruida en la actualidad). Lídiya derribó nueve o diez de estos peligrosos aviones, al menos uno de ellos pilotado por un as alemán.

Pero el 19 de julio, Lídiya ya estaba volando de nuevo, y al terminar el mes había logrado destruir tres cazas Messerschmitt enemigos más. Su último derribo confirmado se produjo el 31 de julio.
| Después de que la derribasen por primera vez, le dieron un avión Yak-1 nuevo. Los chicos querían impedir que siguiera volando porque querían salvarla, pero les resultó imposible: Lídiya era una comandante de vuelo. Inna Pasportnikova, mecánica de Lídiya, en A. Noggle y C. White: Un Baile con la Muerte: aviadoras soviéticas en la Segunda Guerra Mundial |

### La última misión
Al día siguiente, el 1 de agosto de 1943, la Batalla de Kursk (sector sur) proseguía con toda su intensidad. Lídiya salió a combatir cuatro veces en ese día, y se cree que pudo conseguir otro derribo durante la mañana, aunque no se ha podido confirmar.
Finalmente, durante la cuarta misión de la jornada, escoltando un vuelo de aviones de ataque Ilyushin Il-2 Sturmovik a través del río Mius y la carretera que controlaba la cuenca industrial del Donbass, varios cazas Messerschmitt Bf 109 les atacaron por sorpresa desde lo alto contra el sol. El Yakovlev Yak-1 de Lídiya resultó alcanzado por fuego vertical de ametralladora. Sus acompañantes la vieron caer a tierra bajando hacia las nubes. El piloto soviético Iván Borisenko descendió para tratar de encontrarla, aunque no se avistaba ningún paracaídas, ni ninguna explosión, ni humo; no tuvo éxito. Pero Lídiya nunca regresó. Faltaban 17 días para que cumpliera 22 años.

## Memoria
Como no se pudo recuperar su cadáver, las autoridades soviéticas sospecharon que podía haber caído prisionera y de acuerdo a las draconianas directivas de Stalin fue considerada como presunta prisionera y por ende posible traidora, lo que bloqueaba su reconocimiento como Heroína de la Unión Soviética. Aunque, naturalmente, mantuvo su Orden de la Bandera Roja, la Orden de la Estrella Roja y su doble Orden de la Guerra Patriótica.
Entonces, su mecánica Inna Pasportnikova se embarcó en una búsqueda de 36 años de duración para encontrar los restos del Yakovlev Yak-1 donde Lídiya fue vista por última vez. Familiares de la aviadora, el público y los medios de comunicación soviéticos la apoyaron en su tarea. Inna y sus ayudantes utilizaban un detector de metales para localizar lugares donde un avión pudiera haber sido derribado durante la guerra. En 1979, después de descubrir más de 90 lugares donde otros pilotos habían caído, se enteraron de que una aviadora no identificada fue enterrada por aquellas fechas bajo el ala de su aparato cerca de la localidad de Dmitrievka (Donetsk), con una herida mortal en la cabeza; un análisis forense determinó que se trataba de los restos de Lydia Litviak. Este lugar se encuentra muy próximo al lugar donde fue abatida en combate.
En tiempos recientes, algunos autores han planteado dudas sobre su destino final, sin aportar ninguna prueba al respecto. Yekaterina V. Vaschenko, conservadora del Museo Litvyak, asegura que el cuerpo fue desenterrado y examinado por especialistas forenses, determinando que pertenecía a la aviadora.
El 6 de mayo de 1990, el presidente de la URSS Mijaíl Gorbachov condecoró finalmente a la teniente primera Lídiya Litviak con la Estrella de Oro de Heroína de la Unión Soviética, como as de la aviación desaparecida en combate.
Lídiya da nombre a una calle de Moscú, tiene un museo y un monumento a su memoria en Krasnyi Luch (Ucrania) y aparece en el Libro Guinness de récords mundiales como la mujer con más derribos conseguidos en toda la historia de la aviación. Se le ha incluido también como personaje en diversas series de anime.

### Resumen de victorias de laassoviética Lidia Litviak[6][9]
| Fecha      | Lugar           | Enemigo derribado                                                                   | Pilotando       | Unidad     | En solitario | Confirmado |
| ---------- | --------------- | ----------------------------------------------------------------------------------- | --------------- | ---------- | ------------ | ---------- |
| 13.09.1942 | Stalingrado     | Bombardero Junkers Ju 88 o Heinkel He 111                                           | Lavochkin La-5  | 437 IAP    | No           | Sí         |
|            |                 | ♠ Caza Messerschmitt Bf 109G pilotado por el as Erwin Maier (triple Cruz de Hierro) | Lavochkin La-5  | 437 IAP    | Sí           | Sí         |

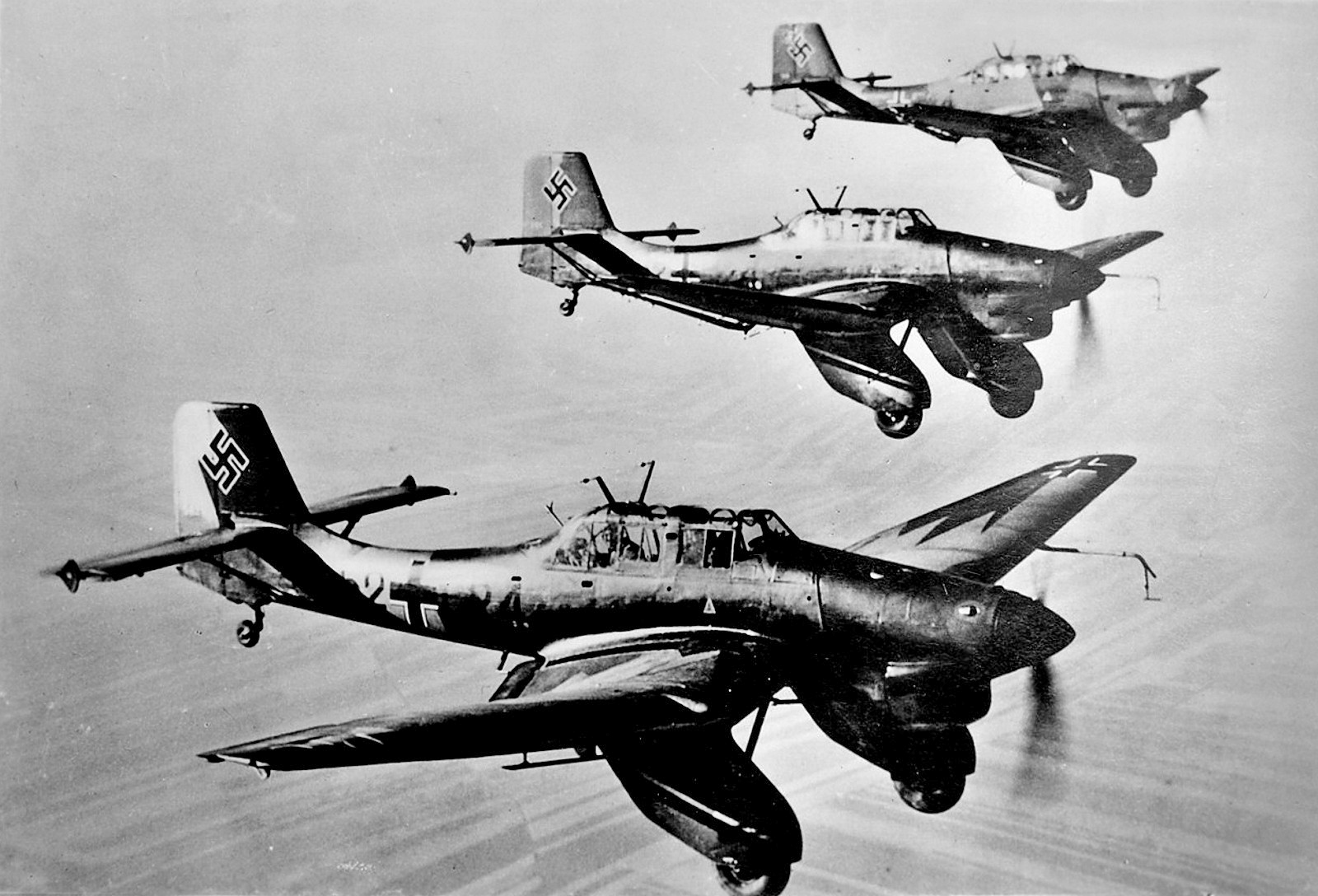
Lídiya también derribó uno de los famosos bombarderos de ataque en picado Junkers Ju 87 Stuka como los de la foto, que ya se habían utilizado al servicio del bando nacional durante la guerra civil española.

| 27.09.1942 | Stalingrado     | Bombardero Junkers Ju 88                                                            | Lavochkin La-5  | 437 IAP    | Sí           | Sí         |
|            |                 | Caza Messerschmitt Bf 109                                                           | Lavochkin La-5  | 437 IAP    | No           | Sí         |
| 01.03.1943 | Frente Oriental | Avión de ataque Junkers Ju 87 Stuka                                                 | Yakovlev Yak 1b | 9 GvIAP    | Sí           | Sí         |
|            |                 | Caza Focke-Wulf Fw 190                                                              | Yakovlev Yak 1b | 9 GvIAP    | No           | Sí         |
| 22.03.1943 | Rostov del Don  | Bombardero Junkers Ju 88                                                            | Yakovlev Yak 1b | 9 GvIAP    | Sí           | Sí         |
|            |                 | Caza Messerschmitt Bf 109                                                           | Yakovlev Yak 1b | 9 GvIAP    | Sí           | Sí         |
| 05.05.1943 | Frente Oriental | Caza Messerschmitt Bf 109                                                           | Yakovlev Yak 1b | 9 GvIAP    | Sí           | Sí         |
| 07.05.1943 | Frente Oriental | Caza Messerschmitt Bf 109                                                           | Yakovlev Yak 1b | 9 GvIAP    | Sí           | Sí         |
| 31.05.1943 | Frente Oriental | Globo de observación artillera protegido por densos cinturones de Flak antiaérea    | Yakovlev Yak 1b | 9 GvIAP    | Sí           | Sí         |
| 16.07.1943 | Frente Oriental | ♠ Caza Messerschmitt Bf 109 "con un As de Picas pintado en el fuselaje"             | Yakovlev Yak 1b | 3–73 GvIAP | Sí           | Sí         |
| 19.07.1943 | Frente Oriental | Caza Messerschmitt Bf 109                                                           | Yakovlev Yak 1b | 3–73 GvIAP | Sí           | Sí         |
| 31.07.1943 | Donetsk         | Caza Messerschmitt Bf 109                                                           | Yakovlev Yak 1b | 3–73 GvIAP | Sí           | Sí         |
|            |                 | Caza Messerschmitt Bf 109                                                           | Yakovlev Yak 1b | 3–73 GvIAP | Sí           | Sí         |
| 01.08.1943 | Donetsk         | Caza Messerschmitt Bf 109                                                           | Yakovlev Yak 1b | 3–73 GvIAP | No           | Sí         |
| 01.08.1943 | Donetsk         | Desaparecida tras ser derribada por 4 cazas Messerschmitt Bf 109                    | Yakovlev Yak 1b | 3–73 GvIAP |              |            |